# EUR Palasport

EUR Palasport is een metrostation in het stadsdeel EUR van de Italiaanse hoofdstad Rome. Het station wordt bediend door de lijnen B en B1 van de metro van Rome.

## Geschiedenis
De eerste metrolijn van Rome werd aangelegd om bezoekers aan de wereldtentoonstelling van 1942 (Esposizione 42) een snelle verbinding te bieden tussen het centraal station en het tentoonstellingsterrein. Om een grote hoeveelheid bezoekers te kunnen verwerken werd besloten om station Esposizione, het eindpunt bij de tentoonstelling, te splitsen in een deel voor aankomende en een deel voor vertrekkende bezoekers. Hierdoor kwamen er twee stations aan weerszijden van de Via Cristoforo Colombo. Het westelijke kreeg de projectnaam Esposizione discesa (Tentoonstelling uitstappen) en het was de bedoeling om de metro's leeg naar Esposizione salita te laten doorrijden. De bouw begon in 1938 en de ruwbouw was in 1940 vrijwel gereed toen de werkzaamheden werden gestaakt in verband met de Tweede Wereldoorlog. Inmiddels was de naam van het station gewijzigd in Esposizione Ovest (Tentoonstelling west). De wereldtentoonstelling werd echter afgelast en na afloop van de oorlog werd het tentoonstellingsterrein ontwikkeld tot zakenwijk. De metrolijn werd wel afgebouwd en op 9 februari 1955 opende president Luigi Einaudi de metro waarbij het station werd genoemd naar de Italiaanse nobelprijswinnaar Guglielmo Marconi. Vanaf 10 februari 1955 konden de reizigers de metro nemen in beide richtingen.

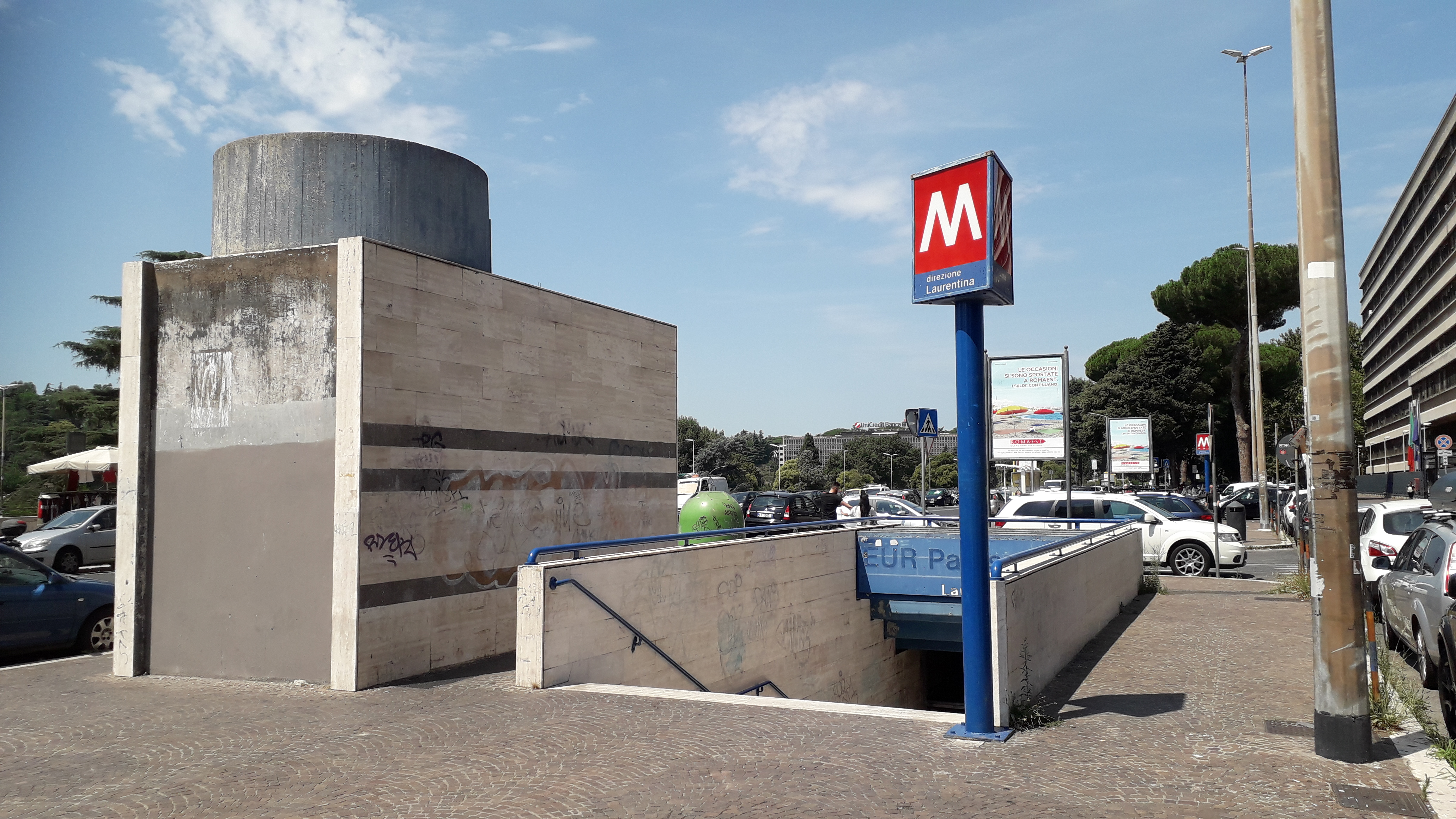
De toegangen tot het noordelijke perron.
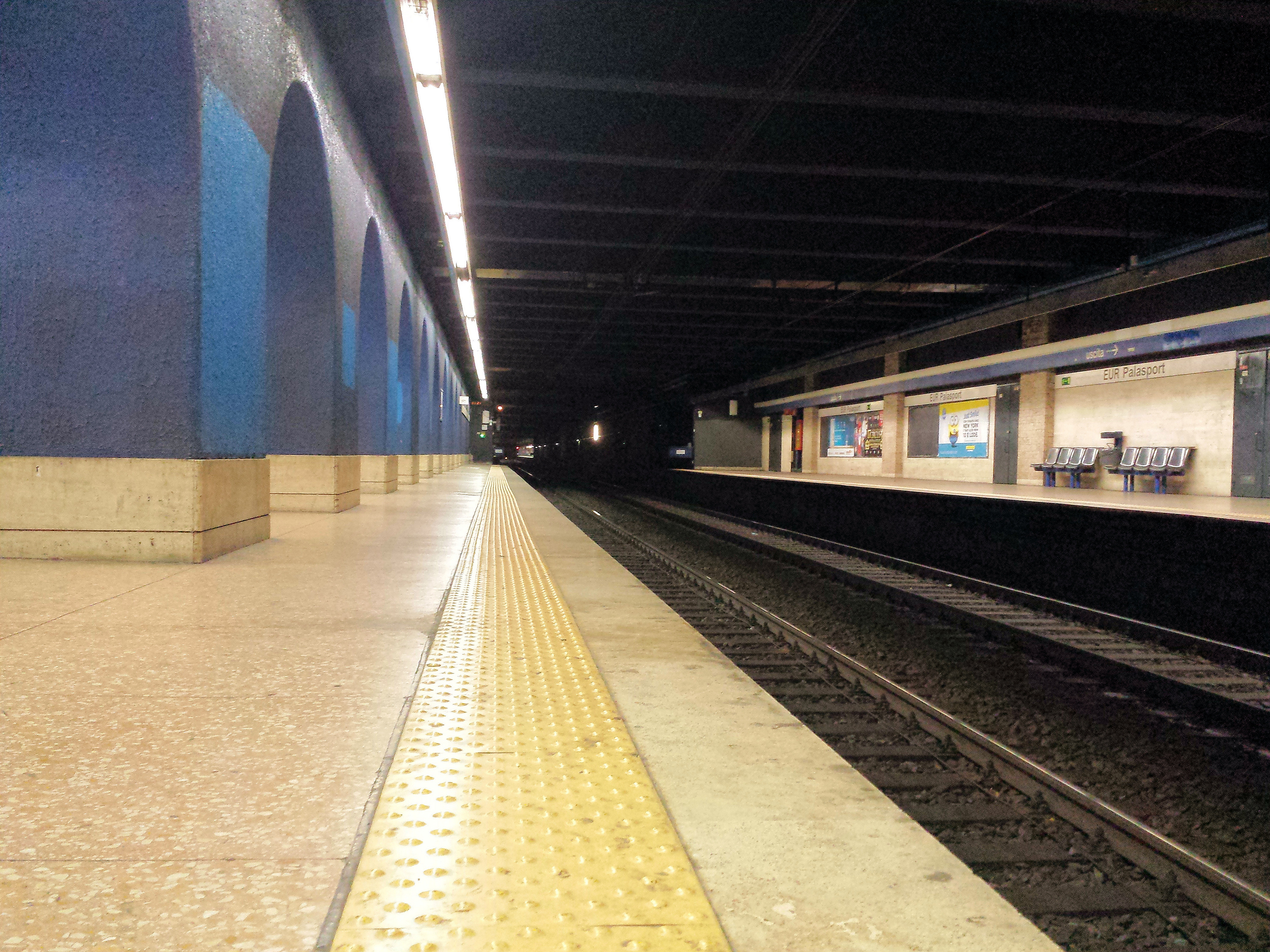
Een blik in de tunnel naar het oosten, in de verte is het perron van Fermi te zien.
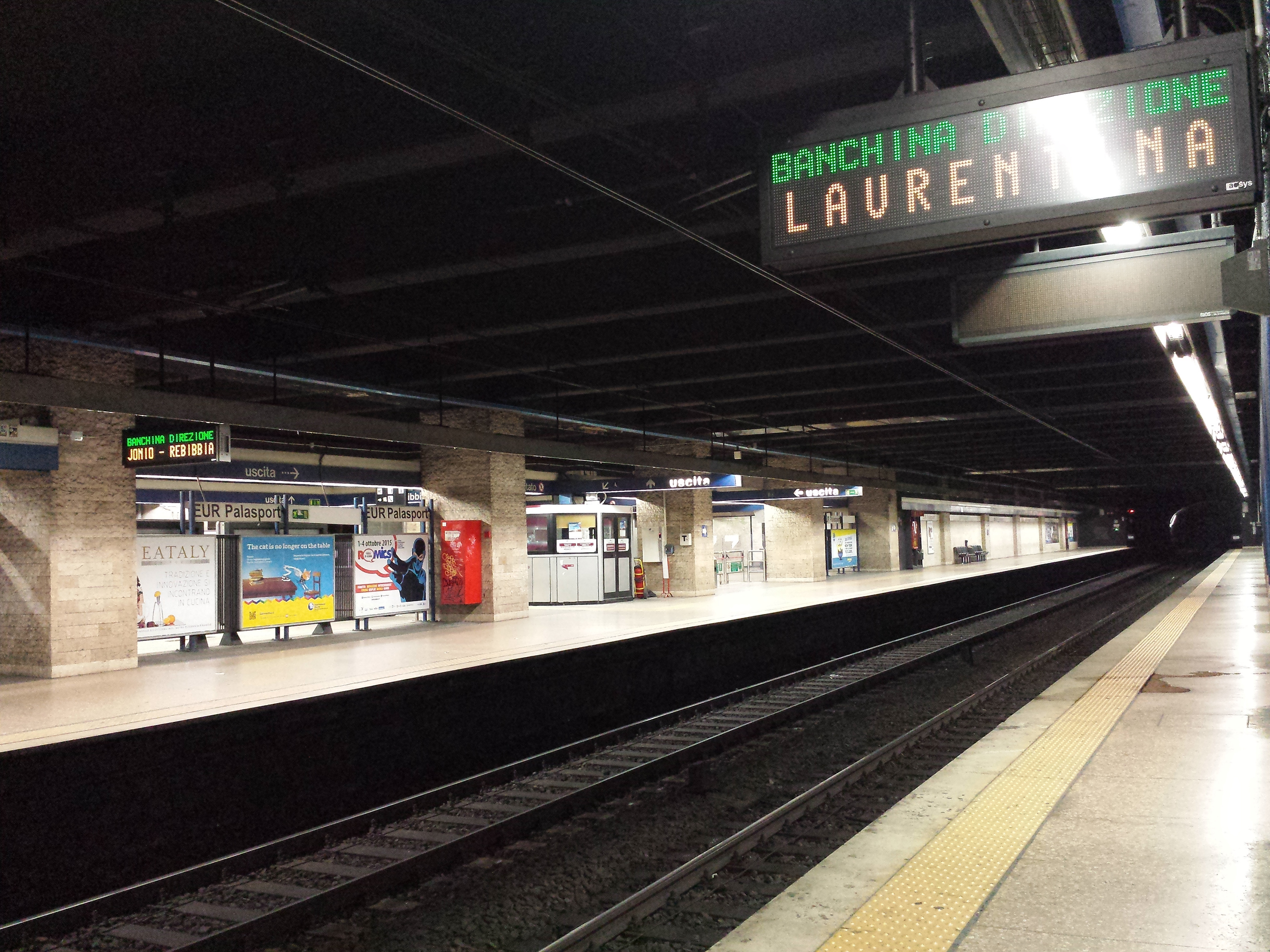
Een blik in westelijke richting vanaf het noordelijke perron.

## Ligging en inrichting
Het station ligt direct onder de Viale America die feitelijk het dak is van de metrobuis en heeft twee perrons. Het noordelijke perron heeft eigen toegangen vanaf de Viale America, twee vaste trappen en een lift. De ondergrondse hal aan de noordkant is door een rij bogen gescheiden van het perron. Het zuidelijke perron ligt even hoog als de Piazza Umberto Elia Terracini direct achter de toegangspoortjes en er is dan ook sprake van een semi-ondergrondsstation. In de aanloop naar de Olympische spelen in 1960 werd, tussen 1958 en 1960, aan de overkant van de siervijver het Palazzo dello sport gebouwd ten behoeve van de basketbalwedstrijden en ongeveer 200 meter ten westen van het station werd de Piscina delle Rose opgetrokken voor de waterpolo wedstrijden. Toen in april 1994 een nieuw metrostation aan de Viale Marconi werd geopend werd, om verwarring te voorkomen, EUR Marconi omgedoopt in EUR Palasport als verwijzing naar het nabijgelegen Palazzo dello sport.

## Reizigersverkeer
In 1955 was de oorspronkelijke opzet als zuiver uitstapstation losgelaten en werd het zuidelijke perron gebruikt voor de metro's richting het centrum. Het noordelijke perron werd tot 7 december 1990 gebruikt voor de metro's uit het centrum naar het bijna 200 meter oostelijker gelegen EUR Fermi. Daar moesten reizigers voor Laurentina overstappen op een pendeldienst. Sinds 7 december 1990 rijden alle metro's via EUR Fermi door naar Laurentina. Onder de Piazza Umberto Elia Terracini is een parkeergarage gebouwd waar reizigers naar het centrum kunnen parkeren en de reis per metro kunnen voortzetten.
In 2015 vond er een aanrijding plaats tussen twee metrostellen met ongeveer 20 gewonden tot gevolg.